# Supercopa do Chile de Futebol de 2019
A Supercopa do Chile de 2019, também conhecida como Súper Copa Easy 2019 por conta do patrocínio, foi a 7ª edição desta competição, uma partida anual organizada pela Asociación Nacional de Fútbol Profesional (ANFP) na qual se enfrentaram Universidad Católica campeão da Primeira Divisão do Campeonato Chileno de 2018 e Palestino campeão da Copa do Chile de 2018. A partida foi realizada em 23 de março de 2019 no Estádio Sausalito em Viña del Mar no Chile. Universidad Católica venceu a partida por 5–0 e faturou sua segunda taça, se igualando assim com o Colo-Colo como maiores ganhadores da competição.

## Participantes
Os times participantes foram Universidad Católica e Palestino, campeões da Primeira Divisão Chilena e Copa do Chile da temporada de 2018, respectivamente.
| Clube                | Classificação                               | Participações anteriores |
| -------------------- | ------------------------------------------- | ------------------------ |
| Universidad Católica | Campeão da Primeira Divisão Chilena de 2018 | 2 (2016, 2017)           |
| Palestino            | Campeão da Copa do Chile de 2018            | nenhuma                  |

* Em negrito os anos em que foi campeão.

## Partida
| 23 de março de 2019 | Universidad Católica                                                      | 5 – 0     | Palestino | Viña del Mar                                                           |  |
| 18:00               | - Kuscevic 39' - Pinares 43' - Sáez 58' - Valencia 89' - Buonanotte 90+1' | Relatório |           | Estádio: Sausalito Público: 14 914 espectadores Árbitro: Roberto Tobar |  |

| Universidad Católica | Palestino |

| UNIVERSIDAD CATÓLICA: |    |                          |     |  |
|                       |    |                          |     |  |
|                       | 1  | Matías Dituro            |     |  |
|                       | 29 | Stefano Magnasco         |     |  |
|                       | 13 | Benjamín Kuscevic        |     |  |
|                       | 5  | Valber Huerta            | 81' |  |
|                       | 23 | Juan Cornejo             |     |  |
|                       | 6  | César Fuentes            |     |  |
|                       | 11 | Luciano Aued             |     |  |
|                       | 14 | César Pinares            | 74' |  |
|                       | 19 | José Pedro Fuenzalida () |     |  |
|                       | 9  | Edson Puch               | 81' |  |
|                       | 7  | Sebastián Sáez           | 74' |  |
| Substitutos:          |    |                          |     |  |
|                       | 17 | Cristopher Toselli       |     |  |
|                       | 2  | Germán Lanaro            | 81' |  |
|                       | 21 | Raimundo Rebolledo       |     |  |
|                       | 20 | Carlos Lobos             |     |  |
|                       | 18 | Diego Buonanotte         | 74' |  |
|                       | 16 | Jeisson Vargas           |     |  |
|                       | 30 | Diego Valencia           | 81' |  |
| Treinador:            |    |                          |     |  |
| Gustavo Quinteros     |    |                          |     |  |

| PALESTINO:   |    |                    |     |     |  |
|              |    |                    |     |     |  |
|              | 1  | Ignacio González   |     |     |  |
|              | 20 | Guillermo Soto     | 78' |     |  |
|              | 2  | Alejandro González | 38' |     |  |
|              | 17 | Enzo Guerrero      |     |     |  |
|              | 19 | Brayan Véjar       |     |     |  |
|              | 5  | Julián Fernández   | 44' |     |  |
|              | 25 | Agustín Farías     | 44' |     |  |
|              | 13 | César Cortés       | 64' |     |  |
|              | 10 | Luis Jiménez ()    |     |     |  |
|              | 8  | Cristóbal Jorquera | 46' |     |  |
|              | 22 | Roberto Gutiérrez  |     |     |  |
| Substitutos: |    |                    |     |     |  |
|              | 12 | Fabián Cerda       |     |     |  |
|              | 4  | Nicolás Díaz       |     |     |  |
|              | 7  | Diego Rosende      |     |     |  |
|              | 21 | Ignacio Ayala      | 78' |     |  |
|              | 23 | Renato Tarifeño    |     |     |  |
|              | 27 | Ignacio Herrera    | 77' | 46' |  |
|              | 29 | Fabián Ahumada     | 64' |     |  |
| Treinador:   |    |                    |     |     |  |
| Ivo Basay    |    |                    |     |     |  |

| Homem do jogo: César Pinares (Universidad Católica) Bandeirinhas: CHI Christian Schiemann CHI Edson Cisternas Quarto árbitro: CHI Eduardo Gamboa | Regras do jogo - 90 minutos. - Pênaltis se necessário. - Sete substitutos podem ser nomeados, dos quais até três podem ser utilizados durante a partida. |

## Premiação
| Supercopa do Chile de 2019                |
| ----------------------------------------- |
| Universidad Católica Campeão (2.º título) |